# Голимумаб
Голимумаб — лекарственный препарат, моноклональное антитело, ингибитор фактора некроза опухоли. Одобрен для применения: ЕС, США(2009).

## Механизм действия
ингибитор TNF

## Показания
- Ревматоидный артрит в комбинации с метотрексатом
- активная форма псориатического артрита
- Анкилозирующий спондилоартрит
- Язвенный колит[2]
- Ювенильный идиопатический артрит[3]

## Способ применения
подкожная инъекция, внутривенная инфузия.